# Daniel Wilson
Daniel Wilson (Parijs, 6 maart 1840 – Loches, 13 februari 1919) was een Frans zakenman en een liberaal politicus.

## Levensloop
Wilson kwam uit een welgestelde familie. Hij huwde in 1881 de dochter van de Franse president Jules Grévy. Als onderstaatssecretaris vormde hij binnen het Élysée een eigen kabinet waarin de communicatie tussen ministers en departementen enerzijds en de president anderzijds werd ingezien. De afdeling bestond uit tien ambtenaren en was op de begane vloer van het Élysée gehuisvest.
De Derde Franse Republiek was corrupt en Wilson droeg daaraan bij door voor veel geld te bemiddelen bij de verlening van onderscheidingen, waaronder het Legioen van Eer en het verlenen van gratie. Wilson was afgevaardigde in het Franse parlement en had door het bezit van liberale regionale kranten veel politieke invloed. Deze kranten werden met de opbrengst van de handel in onderscheidingen en gratie gefinancierd. Ook in het gunnen van opdrachten voor publieke werken had Wilson een lucratieve tussenpositie verworven.
In oktober 1887 werd generaal Caffarel, plaatsvervangend bevelhebber van de generale staf van het leger, betrapt op het aannemen van smeergeld in ruil voor onderscheidingen. Tijdens het gerechtelijk onderzoek werd ook de naam van Wilson genoemd.
Er volgde een reusachtig schandaal dat de Franse Republiek schokte. Het aanzien van het Legioen van Eer kwam in het geding doordat bleek dat bordeelhoudsters en prostituees bemiddelden in het voor vijfentwintig- tot honderdduizend franc verkrijgen van het ridderkruis. Het ging om duizenden onderscheidingen.
Op 17 november hief het Franse parlement na een felle campagne in de pers de immuniteit van parlementslid Wilson op. President Gévry moest in december 1887 aftreden.
Op 23 februari 1889 werd Wilson tot twee jaar gevangenisstraf veroordeeld. Deze veroordeling werd in hoger beroep ongedaan gemaakt. Wat hij had gedaan, werd in brede kring afgekeurd als immoreel, maar het was niet strafbaar. Wilson nam direct na zijn vrijspraak, onder rumoer en hoongelach, zijn plaats in het parlement weer in.
Wilson werd ondanks alles in 1893 en 1898 herkozen. Hij verloor zijn zetel in 1902 en trok zich terug uit de politiek.
De Franse lintjesaffaire werd tijdens de Nederlandse lintjesaffaire van 1902 vaak aangehaald.
- Bibliothèque nationale de France: cb10713834t (data)
- Gemeinsame Normdatei: 1162867264
- International Standard Name Identifier: 0000 0000 7599 379X
- Library of Congress Control Number: no2018087336
- Nationale Bibliotheek van Tsjechië: jo20181005054
- Système universitaire de documentation: 120734249
- Virtual International Authority File: 103649510
- WorldCat: E39PBJkhHHdt7xXVJ4MqXYdvpP